# Maral
Maral (Afganistan) és el pseudònim d'una activista afganesa pels drets de les dones. La BBC la va incloure entre les 100 dones més inspiradores del 2021.
En contra de l'opinió de la seva família, esdevingué activista pels drets de les dones a l'Afganistan. Des del 2004 ha treballat perquè les dones treballin i tinguin independència financera. També ajuda supervivents de violència domèstica de zones rurals.